# Prostephanus truncatus
Prostephanus truncatus là một loài bọ cánh cứng trong họ Bostrichidae. Loài này được Horn miêu tả khoa học năm 1878.